# تهیه‌کننده بازی ویدئویی
تهیه‌کننده بازی ویدئویی (به انگلیسی: Video game producer) فردی است که مسئول نظارت بر توسعه بازی‌های ویدئویی برای یک استودیو یا ناشر را به عهده دارد.
تهیه‌کننده بازی ویدئویی اساساً به عنوان مدیر پروژه شناخته می‌شود و آن‌ها مدیریت برنامه‌ریزی تولید، بودجه، تیم توسعه، مشورت با برنامه‌نویسان و طراحان برای ایجاد طرحی کلی، مجوز (در صورت نیاز) و برون‌سپاری را بر عهده دارند. هنگامی که قرار است تاریخ عرضه برای یک عنوان رونمایی شود، این وظیفه تهیه‌کننده است تا با کمک خود تاریخ مشخصی برای پروژه انتخاب کند. اگر تاریخ عرضه پروژه با تأخیر مواجه شد، این تهیه‌کننده است که به وسیلهٔ همکاری با روابط عمومی، باید دلیل موجهی برای تأخیر به وجود آمده بیاورد. این متخصصان همچنین با فروشندگان، کار آزمایش بازی‌های ویدئویی را قبل از عرضه در بازار مصرف‌کننده دارند.